# Monteriggioni
Monteriggioni é uma comuna italiana da região da Toscana, província de Siena, com cerca de 7877 habitantes. Estende-se por uma área de 99 km², tendo uma densidade populacional de 80 hab/km². Faz fronteira com Casole d'Elsa, Castellina in Chianti, Castelnuovo Berardenga, Colle di Val d'Elsa, Poggibonsi, Siena, Sovicille.
Esta pequena cidade florentina aparece na sequência de jogos Assassin's Creed (Nomeadamente Assassin's Creed II) e foi retratada como a principal cidade em domínio dos assassinos (inimigos mortais dos templários) e que tinha como líder Ezio Auditore da Firenze (protagonista do jogo).

## Demografia
| Variação demográfica do município entre 1861 e 2011                               |
|                                                                                   |
| Fonte: Istituto Nazionale di Statistica (ISTAT) - Elaboração gráfica da Wikipedia |